# إيفنس
إيفنس ((بالإنجليزية: Evince)، ترجمة حرفية 'جلاء'‏) هو عارض لمستندات بي دي إف، وبوست سكربت، وديجيفو، وتي آي إف إف، ودي في آي، وهو حر ومفتوح المصدر لبيئة جنوم يصدر تحت رخصة جنو العمومية.
خلال عملية تطويره، كان الهدف هو استبدال العديد من عارضي المستندات في جنوم بتطبيق واحد بسيط. تم إرفاق إيفنس في جنوم من نسخة حنوم 2.12. تمت كتابته في الأساس بلغة سي مع جزء صغير بلغة سي++.

## روابط خارجية
- إيفنس على موقع Open Hub (الإنجليزية)
- إيفنس على موقع Free Software Directory (الإنجليزية)